# Сан Бенедето ин Перилис
Сан Бенедѐто ин Перѝлис (на италиански: San Benedetto in Perillis) е село и община в Южна Италия, провинция Акуила, регион Абруцо. Разположено е на 878 m надморска височина. Населението на общината е 128 души (към 2010 г.).